# سقبا
سقبا (به عربی: سقبا) یک روستا در سوریه است که در استان ریف دمشق واقع شده‌است. سقبا ۲۵٬۶۹۶ نفر جمعیت دارد و ۶۵۰ متر بالاتر از سطح دریا واقع شده‌است.